# Gregorio Petrocchini
Gregorio Petrocchini (ur. 1535, zm. 19 maja 1612 w Rzymie) – włoski kardynał, augustianin.

## Życiorys
W młodym wieku wstąpił do zakonu augustianów, następnie studiował na uniwersytetach w Bolonii i Maceracie. W 1585 został prowincjałem zakonnym w Marchii Ankońskiej, a dwa lata później generałem zakonu. W 1589 papież Sykstus V podniósł go do rangi kardynała. Był kamerlingiem Świętego Kolegium od stycznia 1605 do stycznia 1607. W styczniu 1611 został kardynałem-protoprezbiterem, co uprawniło go do objęcia pierwszej wakującej diecezji suburbikarnej. Biskup Palestriny od 17 sierpnia 1611. Zmarł w Rzymie i został pochowany w kościele S. Agostino.